# Międzyresortowy Zespół do Spraw Reformy Zabezpieczenia Społecznego
Międzyresortowy Zespół do Spraw Reformy Zabezpieczenia Społecznego – organ kolegialny Rady Ministrów, istniejący w latach 1996–2000, powołany w celu zapewnienia sprawnej realizacji zadań Rządu w dziedzinie reformy zabezpieczenia społecznego.

## Powołanie Zespołu
Na podstawie uchwały Rady Ministrów z 1996 r. w sprawie powołania Międzyresortowego Zespołu do Spraw Reformy Zabezpieczenia Społecznego ustanowiono Zespół.

## Zadania Zespołu
Do zadań Zespołu należało w szczególności:
- rozpatrywanie projektów aktów prawnych, przedstawianych przez Pełnomocnika Rządu do Spraw Reformy Zabezpieczenia Społecznego,
- inicjowanie opracowywania ekspertyz, materiałów studyjnych, prognoz i opinii dotyczących projektów aktów prawnych, wnoszonych przez Pełnomocnika Rządu do Spraw Reformy Zabezpieczenia Społecznego,
- konsultowanie działań organów administracji rządowej w aspekcie ich związków z reformą zabezpieczenia społecznego.

Zespół przejął zadania należące dotychczas do Międzyresortowego Zespołu II do Spraw Reformy Systemu Zabezpieczenia Społecznego.

## Skład Zespołu
W skład Zespołu wchodzili:
- Przewodniczący Zespołu – Minister Pracy i Polityki Socjalnej, Pełnomocnik Rządu do Spraw Reformy Zabezpieczenia Społecznego,
- wiceprzewodniczący Zespołu – Ministerstwo Zdrowia i Opieki Społecznej,
- wiceprzewodniczący Zespołu – podsekretarz stanu w Ministerstwie Finansów,
- członkowie wyznaczeni przez Przewodniczącego Komitetu Ekonomicznego Rady Ministrów oraz Przewodniczącego Komitetu Społeczno-Politycznego Rady Ministrów,
- Minister Obrony Narodowej, Minister Przekształceń Własnościowych, Minister Rolnictwa i Gospodarki Żywnościowej, Ministerstwo Spraw Wewnętrznych, Minister Sprawiedliwości, Ministerstwo Transportu i Gospodarki Morskiej,
- Minister-Kierownika Centralnego Urzędu Planowania,
- Pełnomocnika Rządu do Spraw Rodziny i Kobiet,
- Prezesa Głównego Urzędu Statystycznego,
- Prezesa Zakładu Ubezpieczeń Społecznych,
- Prezesa Kasy Rolniczego Ubezpieczenia Społecznego.

Przewodniczący mógł zapraszać do udziału w pracach Zespołu członków Rady Ministrów oraz inne osoby.

## Działania Zespołu
Zespół brał udział w przeprowadzaniu postępowania uzgadniającego aktów prawnych dotyczących reformy zabezpieczenia społecznego, przedstawianych przez Pełnomocnika Rządu do Spraw Reformy Zabezpieczenia Społecznego.
W celu realizacji zadań Zespół mógł określać sposoby i terminy wykonania prac mających na celu przygotowanie projektu aktu prawnego oraz wskazywać organy odpowiedzialne za jego wykonanie.
Przewodniczący mógł powierzać poszczególnym członkom Zespołu, jak również zlecać jednostkom rządowym i pozarządowym opracowywanie tematów niezbędnych do realizacji zadań Zespołu.
W celu realizacji zadań Przewodniczący mógł powoływać komisje problemowe z udziałem ekspertów.

## Zniesienie Zespołu
Na podstawie ustawy z 2000 r. o zmianie niektórych upoważnień ustawowych do wydawania aktów normatywnych oraz o zmianie niektórych ustaw zlikwidowano Zespół.